# Corvinata-branca
Corvinata-branca (Atractoscion nobilis) é uma espécie de peixe da família Sciaenidae, da ordem dos Perciformes.